# Cal Pintor (Massoteres)
Cal Pintor és una obra de Massoteres (Segarra) inclosa a l'Inventari del Patrimoni Arquitectònic de Catalunya.

## Descripció
Casa de pedra, feta amb carreus molt ben tallats. Consta de tres plantes: A la planta baixa hi ha una porta noble d'arc de mig punt adovellat i escut que representa el llinatge fundador de la casa al centre. A la segona planta hi ha dues finestres quadrangulars amb ampit molt erosionat.
La planta superior fa funció de golfa i té dues finestres quadrangulars.